# 2022-es jégkorong-világbajnokság
A 2022-es jégkorong-világbajnokság a 85. világbajnokság, amelyet a Nemzetközi Jégkorongszövetség szervezett. A világbajnokságok végeredményei alapján alakult ki a 2023-as jégkorong-világbajnokság főcsoportjának illetve divízióinak mezőnye.

## Főcsoport
A 2022-es IIHF jégkorong-világbajnokságot Finnországban rendezték május 13. és 29. között.
| Hely. | Cs | Csapat           | M  | Gy | HGy | HV | V | G+ | G– | Gk  | P  | Végeredmény              |
| ----- | -- | ---------------- | -- | -- | --- | -- | - | -- | -- | --- | -- | ------------------------ |
| 1.    | B  | Finnország (R)   | 10 | 8  | 1   | 1  | 0 | 37 | 13 | +24 | 27 | Aranyérem                |
| 2.    | A  | Kanada           | 10 | 6  | 1   | 1  | 2 | 47 | 26 | +21 | 21 | Ezüstérem                |
| 3.    | B  | Csehország       | 10 | 6  | 0   | 1  | 3 | 32 | 24 | +8  | 19 | Bronzérem                |
| 4.    | B  | Egyesült Államok | 10 | 4  | 2   | 0  | 4 | 28 | 24 | +4  | 16 | Negyedik helyezett       |
|       |    |                  |    |    |     |    |   |    |    |     |    |                          |
| 5.    | A  | Svájc            | 8  | 6  | 1   | 0  | 1 | 34 | 18 | +16 | 20 | Kiesett a negyeddöntőben |
| 6.    | B  | Svédország       | 8  | 5  | 1   | 2  | 0 | 30 | 14 | +16 | 19 | Kiesett a negyeddöntőben |
| 7.    | A  | Németország      | 8  | 5  | 0   | 1  | 2 | 27 | 24 | +3  | 16 | Kiesett a negyeddöntőben |
| 8.    | A  | Szlovákia        | 8  | 4  | 0   | 0  | 4 | 25 | 23 | +2  | 12 | Kiesett a negyeddöntőben |
|       |    |                  |    |    |     |    |   |    |    |     |    |                          |
| 9.    | A  | Dánia            | 7  | 4  | 0   | 0  | 3 | 18 | 18 | 0   | 12 | Kiesett a csoportkörben  |
| 10.   | B  | Lettország       | 7  | 2  | 1   | 0  | 4 | 14 | 20 | −6  | 8  | Kiesett a csoportkörben  |
| 11.   | B  | Ausztria         | 7  | 1  | 1   | 2  | 3 | 16 | 22 | −6  | 7  | Kiesett a csoportkörben  |
| 12.   | A  | Franciaország    | 7  | 1  | 1   | 0  | 5 | 11 | 24 | −13 | 5  | Kiesett a csoportkörben  |
| 13.   | B  | Norvégia         | 7  | 1  | 1   | 0  | 5 | 15 | 29 | −14 | 5  | Kiesett a csoportkörben  |
| 14.   | A  | Kazahsztán       | 7  | 1  | 0   | 0  | 6 | 19 | 31 | −12 | 3  | Kiesett a csoportkörben  |
|       |    |                  |    |    |     |    |   |    |    |     |    |                          |
| 15.   | A  | Olaszország      | 7  | 0  | 0   | 1  | 6 | 12 | 32 | −20 | 1  | Kiesett a divízió I A-ba |
| 16.   | B  | Nagy-Britannia   | 7  | 0  | 0   | 1  | 6 | 10 | 33 | −23 | 1  | Kiesett a divízió I A-ba |

## Divízió I
A csoport
A divízió I-es jégkorong-világbajnokság A csoportját Ljubljanában, Szlovéniában rendezték május 3. és 8. között.
| Hely. | Csapat        | M | Gy | HGy | HV | V | G+ | G– | Gk  | P  | Továbbjutás vagy kiesés  |
| ----- | ------------- | - | -- | --- | -- | - | -- | -- | --- | -- | ------------------------ |
| 1.    | Szlovénia (R) | 4 | 4  | 0   | 0  | 0 | 22 | 5  | +17 | 12 | Feljutott a főcsoportba  |
| 2.    | Magyarország  | 4 | 3  | 0   | 0  | 1 | 12 | 9  | +3  | 9  | Feljutott a főcsoportba  |
| 3.    | Litvánia      | 4 | 2  | 0   | 0  | 2 | 13 | 13 | 0   | 6  |                          |
| 4.    | Dél-Korea     | 4 | 1  | 0   | 0  | 3 | 9  | 15 | −6  | 3  |                          |
| 5.    | Románia       | 4 | 0  | 0   | 0  | 4 | 8  | 22 | −14 | 0  | Kiesett a divízió I B-be |

B csoport
A divízió I-es jégkorong-világbajnokság B csoportját Tychyben, Lengyelországban rendezték április 26. és május 1. között.
| Hely. | Csapat            | M | Gy | HGy | HV | V | G+ | G– | Gk  | P  | Továbbjutás vagy kiesés    |
| ----- | ----------------- | - | -- | --- | -- | - | -- | -- | --- | -- | -------------------------- |
| 1.    | Lengyelország (R) | 4 | 3  | 1   | 0  | 0 | 18 | 4  | +14 | 11 | Feljutott a divízió I A-ba |
| 2.    | Japán             | 4 | 3  | 0   | 0  | 1 | 23 | 9  | +14 | 9  |                            |
| 3.    | Ukrajna           | 4 | 2  | 0   | 1  | 1 | 19 | 11 | +8  | 7  |                            |
| 4.    | Észtország        | 4 | 1  | 0   | 0  | 3 | 9  | 20 | −11 | 3  |                            |
| 5.    | Szerbia           | 4 | 0  | 0   | 0  | 4 | 4  | 29 | −25 | 0  | Kiesett a divízió II A-ba  |

## Divízió II
A csoport
A divízió II-es jégkorong-világbajnokság A csoportját Zágrábban, Horvátországban rendezték április 25. és 30. között.
| Hely. | Csapat           | M | Gy | HGy | HV | V | G+ | G– | Gk  | P  | Feljutás vagy kiesés       |
| ----- | ---------------- | - | -- | --- | -- | - | -- | -- | --- | -- | -------------------------- |
| 1.    | Kína             | 4 | 4  | 0   | 0  | 0 | 28 | 4  | +24 | 12 | Feljutott a divízió I B-be |
| 2.    | Hollandia        | 4 | 3  | 0   | 0  | 1 | 19 | 10 | +9  | 9  | Feljutott a divízió I B-be |
| 3.    | Horvátország (R) | 4 | 1  | 1   | 0  | 2 | 9  | 12 | −3  | 5  |                            |
| 4.    | Spanyolország    | 4 | 1  | 0   | 1  | 2 | 10 | 12 | −2  | 4  |                            |
| 5.    | Izrael           | 4 | 0  | 0   | 0  | 4 | 4  | 32 | −28 | 0  |                            |
| 6.    | Ausztrália       | 0 | 0  | 0   | 0  | 0 | 0  | 0  | 0   | 0  | Visszalépett               |

1. ↑  Ausztrália 2022. január 22-én visszalépett a Covid19-pandémia miatt.[5]

B csoport
A divízió II-es jégkorong-világbajnokság B csoportját Reykjavíkban, Izlandon rendezték április 18. és 23. között.
| Hely. | Csapat     | M | Gy | HGy | HV | V | G+ | G– | Gk  | P  | Feljutás vagy kiesés        |
| ----- | ---------- | - | -- | --- | -- | - | -- | -- | --- | -- | --------------------------- |
| 1.    | Izland (R) | 4 | 4  | 0   | 0  | 0 | 25 | 7  | +18 | 12 | Feljutott a divízió II A-be |
| 2.    | Grúzia     | 4 | 3  | 0   | 0  | 1 | 21 | 11 | +10 | 9  | Feljutott a divízió II A-be |
| 3.    | Belgium    | 4 | 2  | 0   | 0  | 2 | 22 | 8  | +14 | 6  |                             |
| 4.    | Bulgária   | 4 | 1  | 0   | 0  | 3 | 11 | 33 | −22 | 3  |                             |
| 5.    | Mexikó     | 4 | 0  | 0   | 0  | 4 | 4  | 24 | −20 | 0  |                             |
| 6.    | Új-Zéland  | 0 | 0  | 0   | 0  | 0 | 0  | 0  | 0   | 0  | Visszalépett                |

1. ↑  Új-Zéland 2022. február 2-án visszalépett a Covid19-pandémia miatt.[7]

## Divízió III
A csoport
A divízió III-as jégkorong-világbajnokság A csoportját Kockelscheuerban, Luxemburgban rendezték április 3. és 8. között.
| Hely. | Csapat                  | M | Gy | HGy | HV | V | G+ | G– | Gk  | P  | Feljutás vagy kiesés        |
| ----- | ----------------------- | - | -- | --- | -- | - | -- | -- | --- | -- | --------------------------- |
| 1.    | Egyesült Arab Emírségek | 4 | 4  | 0   | 0  | 0 | 41 | 11 | +30 | 12 | Feljutott a divízió II B-be |
| 2.    | Törökország             | 4 | 3  | 0   | 0  | 1 | 23 | 22 | +1  | 9  | Feljutott a divízió II B-be |
| 3.    | Türkmenisztán           | 4 | 1  | 0   | 1  | 2 | 17 | 23 | −6  | 4  |                             |
| 4.    | Tajvan                  | 4 | 1  | 0   | 0  | 3 | 11 | 23 | −12 | 3  |                             |
| 5.    | Luxemburg (R)           | 4 | 0  | 1   | 0  | 3 | 11 | 24 | −13 | 2  |                             |
| 6.    | Észak-Korea             | 0 | 0  | 0   | 0  | 0 | 0  | 0  | 0   | 0  | Visszalépett                |

1. ↑  Észak-Korea 2022. február 3-án visszalépett a Covid19-pandémia és utazási korlátozások miatt.[9]

B csoport
A divízió III-as jégkorong-világbajnokság B csoportját Fokvárosban, a Dél-afrikai Köztársaságban rendezték március 13. és március 18. között.
| Hely. | Csapat                      | M | Gy | HGy | HV | V | G+ | G– | Gk  | P  | Feljutás vagy kiesés         |
| ----- | --------------------------- | - | -- | --- | -- | - | -- | -- | --- | -- | ---------------------------- |
| 1.    | Dél-afrikai Köztársaság (R) | 4 | 3  | 0   | 1  | 0 | 24 | 13 | +11 | 10 | Feljutott a divízió III A-ba |
| 2.    | Thaiföld                    | 4 | 2  | 1   | 0  | 1 | 20 | 17 | +3  | 8  | Feljutott a divízió III A-ba |
| 3.    | Bosznia-Hercegovina         | 4 | 0  | 0   | 0  | 4 | 12 | 26 | −14 | 0  |                              |
| 4.    | Hongkong                    | 0 | 0  | 0   | 0  | 0 | 0  | 0  | 0   | 0  | Visszalépett                 |

1. ↑  Hongkong 2022. február 14-én visszalépett a Covid19-pandémia miatt.[11]

## Divízió IV
A divízió IV-es jégkorong-világbajnokságot Biskekben, Kirgizisztánban rendezték március 3. és 8. között.
| Hely. | Csapat           | M | Gy | HGy | HV | V | G+ | G– | Gk  | P  | Feljutás vagy kiesés         |
| ----- | ---------------- | - | -- | --- | -- | - | -- | -- | --- | -- | ---------------------------- |
| 1.    | Kirgizisztán (R) | 4 | 4  | 0   | 0  | 0 | 64 | 2  | +62 | 12 | Feljutott a divízió III B-be |
| 2.    | Irán             | 4 | 3  | 0   | 0  | 1 | 20 | 20 | 0   | 9  | Feljutott a divízió III B-be |
| 3.    | Szingapúr        | 4 | 2  | 0   | 0  | 2 | 14 | 22 | −8  | 6  | Feljutott a divízió III B-be |
| 4.    | Malajzia         | 4 | 1  | 0   | 0  | 3 | 11 | 39 | −28 | 3  | Feljutott a divízió III B-be |
| 5.    | Kuvait           | 4 | 0  | 0   | 0  | 4 | 4  | 32 | −28 | 0  |                              |
| 6.    | Fülöp-szigetek   | 0 | 0  | 0   | 0  | 0 | 0  | 0  | 0   | 0  | Visszalépett                 |

1. ↑  A Fülöp-szigetek 2021. december 13-án visszalépett a Covid19-pandémia miatt.[13]